# Piłka ręczna na Igrzyskach Panamerykańskich 1991
Turniej piłki ręcznej na XI Igrzyskach Panamerykańskich odbył się w dniach 5–12 sierpnia 1991 roku w Hawanie.
W porównaniu do poprzedniej edycji został rozegrany jedynie turniej męski, który jednocześnie był drugim w historii tej imprezy. Służył on również jako kwalifikacja do IO 1992
Zwyciężając w zawodach bezpośrednio do olimpijskiego turnieju awansowali gospodarze, lecz po ich rezygnacji przysługujące Ameryce miejsce otrzymali Brazylijczycy.

## Faza grupowa
| 5 sierpnia 1991 | Stany Zjednoczone | 22:21(12:13) | Argentyna | Hawana |
| 5 sierpnia 1991 |                   | 22:21(12:13) |           | Hawana |

| 5 sierpnia 1991 | Kuba | 29:16 | Kanada | Hawana |
| 5 sierpnia 1991 |      | 29:16 |        | Hawana |

| 6 sierpnia 1991 | Argentyna | 25:22(12:10) | Kanada | Hawana |
| 6 sierpnia 1991 |           | 25:22(12:10) |        | Hawana |

| 6 sierpnia 1991 | Stany Zjednoczone | 23:21(12:12) | Brazylia | Hawana |
| 6 sierpnia 1991 |                   | 23:21(12:12) |          | Hawana |

| 7 sierpnia 1991 | Brazylia | 31:18 | Kanada | Hawana |
| 7 sierpnia 1991 |          | 31:18 |        | Hawana |

| 7 sierpnia 1991 | Kuba | 35:12 | Argentyna | Hawana |
| 7 sierpnia 1991 |      | 35:12 |           | Hawana |

| 8 sierpnia 199114:00 | Brazylia | 17:14 | Argentyna | Hawana |
| 8 sierpnia 199114:00 |          | 17:14 |           | Hawana |

| 8 sierpnia 199115:45 | Kuba | 25:16 | Stany Zjednoczone | Hawana |
| 8 sierpnia 199115:45 |      | 25:16 |                   | Hawana |

| 10 sierpnia 199114:00 | Kanada | 26:19 | Stany Zjednoczone | Hawana |
| 10 sierpnia 199114:00 |        | 26:19 |                   | Hawana |

| 10 sierpnia 199115:45 | Kuba | 22:20 | Brazylia | Hawana |
| 10 sierpnia 199115:45 |      | 22:20 |          | Hawana |

## Faza pucharowa

### Mecz o 3. miejsce
| 12 sierpnia 199114:00 | Stany Zjednoczone | 28:19 | Kanada | Hawana |
| 12 sierpnia 199114:00 |                   | 28:19 |        | Hawana |

### Mecz o 1. miejsce
| 12 sierpnia 199120:30 | Kuba | 27:25 | Brazylia | Hawana |
| 12 sierpnia 199120:30 |      | 27:25 |          | Hawana |

## Klasyfikacja końcowa
| Miejsce | Reprezentacja     | Uwagi          |
| ------- | ----------------- | -------------- |
| złoto   | Kuba              | awans: IO 1992 |
| srebro  | Brazylia          | awans: IO 1992 |
| brąz    | Stany Zjednoczone | -              |
| 4       | Kanada            | -              |
| 5       | Argentyna         | -              |